# 中村忍
中村 忍（なかむら しのぶ、1965年4月28日 - ）は、山梨県出身の日本画家。日本画院会員。
中村忍の日本画作品の特徴として、岩絵の具の点の集合でそれらを表現する点描画が挙げられる。

主に日本の花鳥風月をモチーフとして、点描技法を用いた独特の表現で日本の日常風景や、富士山をモチーフとした作品が多く見られる。
また、点描画ではない伝統的な日本画作品なども描く。

日本画院-中村忍作品一覧

## 人物
主に、日本画作品を点描画技法で描く芸術家。

居住地の山梨県での活動をメインに、主に東京都美術館で行われる日本画院展にて数多くの作品を出展。

1983年、18歳の時入学した女子美術大学短期大学部ではグラフィックデザインを学び、1985年に同大学を卒業。

結婚出産を経て、岩絵の具を用いた日本画を描き始めたのは2008年になってからである。

同じく山梨県で活動する日本美術院特待日本画家である本間正英氏のアトリエにて日本画を学んだのち、日本画院での活動を始める。僅か数年のうちに出展作品の多くが高い評価を受け、日本画院で数多くの賞を受賞。異例の速さで日本画院会員となる。

## 来歴
1985年、女子美術大学短期大学部卒業。

就職、結婚、出産を経て2008年頃から日本画を描き始める。

富士山、花鳥風月を主なモチーフとして作品を出展している。

2018年　美術年鑑平成31年版〜　掲載

2020年　富士河口湖町ギャラリー宗にて、日本画四人展開催。

## 主な受賞歴
2014年 -「黎明富士」日本画院展-吉祥賞

2015年 -「待春」 日本画院展-山梨県知事賞

2017年 -「はじまりのおわり」 日本画院展-会員賞

2019年 -「たぞがれのとき」 日本画院展-会員賞